# Saint-Gengoux-de-Scissé
Saint-Gengoux-de-Scissé is een gemeente in het Franse departement Saône-et-Loire (regio Bourgogne-Franche-Comté) en telt 570 inwoners (2005). De plaats maakt deel uit van het arrondissement Mâcon.

## Geografie
De oppervlakte van Saint-Gengoux-de-Scissé bedraagt 11,0 km², de bevolkingsdichtheid is 51,8 inwoners per km².
De onderstaande kaart toont de ligging van Saint-Gengoux-de-Scissé met de belangrijkste infrastructuur en aangrenzende gemeenten.

## Demografie
Onderstaande figuur toont het verloop van het inwonertal (bron: INSEE-tellingen).